# Sarah Trimmer
Sarah Trimmer (1741-1810) là một nhà văn và nhà phê bình nổi tiếng của văn học trẻ em người Anh trong thế kỷ 18. Tạp chí định kỳ của bà, The Guardian of Education, giúp xác định các thể loại mới nổi bằng cách xem xét một cách nghiêm túc văn học trẻ em lần đầu tiên, nó cũng cung cấp các lịch sử đầu tiên của văn học thiếu nhi, thành lập một tiêu chuẩn của các điểm mốc đầu của thể loại mà các học giả vẫn còn sử dụng ngày nay. Cuốn sách của trẻ em phổ biến nhất của Trimmer, Fabulous Histories, lấy cảm hứng từ câu chuyện động vật của trẻ em nhiều và vẫn còn in trong hơn một thế kỷ. Trimmer được bằng nhiều cách chuyên dụng để duy trì hiện trạng xã hội và chính trị trong các tác phẩm của mình. Là một nhà thờ Anh giáo cao, cô đã có ý định thúc đẩy Giáo hội thành lập của Anh và dạy trẻ em và người nghèo giáo lý của Kitô giáo. Các tác phẩm của bà đã vạch ra những lợi ích của hệ thống phân cấp xã hội, lập luận rằng mỗi giai cấp nên giữ ở địa vị được Chúa ban cho.
Trimmer sinh ra ngày 06 tháng 1 năm 1741, cha là Ipswich John Joshua Kirby và mẹ là Sarah (nhũ danh Bell), cha cô là một nghệ sĩ ghi nhận và phục vụ như Chủ tịch của Hội Nghệ sĩ. Trimmer có một em trai, William, cô dường như là người viết tốt hơn, vì đôi khi cô soạn bài tiểu luận trường học của mình cho em trai mình. Khi còn trẻ, Trimmer theo học trường học nội trú của bà Justiner ở Ipswich, một trải nghiệm mà cô luôn luôn nhớ thương. Trong năm 1755, gia đình chuyển tới London khi cha cô, người đã viết tác phẩm một số quan trọng về phối cảnh, trở thành các gia sư phối cảnh của các Hoàng tử xứ Wales. Bởi vì các kết nối của cha cô trong các cộng đồng nghệ thuật, Trimmer đã có thể gặp gỡ các họa sĩ William Hogarth và Thomas Gainsborough cũng như nhà văn huyền thoại và nhà phê bình lúc đó Samuel Johnson. 